# Sara Álvarez Rouco
Sara Concepción Álvarez Rouco (Gijón, 17 de noviembre de 1965) es una política española, vicepresidenta de Vox Asturias, y diputada de Vox en la Junta General del Principado de Asturias. En las elecciones municipales de 2023 fue elegida concejal en el Ayuntamiento de Gijón.De junio a octubre de 2023 fue concejala de Festejos de Gijón, antes de ser expulsada por la alcaldesa Carmen Moriyón.

## Biografía
Nació en La Calzada. Su padre, natural de Sama de Grado, era maquinista naval, y su madre, de origen gallego, era ama de casa. Estudió en el colegio de las Ursulinas de Jesús (actualmente Colegio Montedeva) y posteriormente en la Universidad de Oviedo, donde se licenció en ciencias empresariales, y en la Universidad Pontificia de Salamanca, donde obtuvo el máster en Auditoría de Cuentas. También es Técnico Fiscal por el Instituto Universitario de la Empresa. Tras trabajar como agente de Bankinter, abrió su propio negocio como asesora fiscal. En 2008 adoptó una niña en China.

## Vida política
Afiliada anteriormente al Partido Popular, se presentó por Vox en las elecciones a la Junta General del Principado de Asturias de 2019, siendo elegida diputada. Pasó a ser portavoz de su grupo parlamentario en diciembre de 2022 tras la renuncia a su escaño de Ignacio Blanco, que fue sustituido por Javier Jové.
Fue designada aspirante de Vox a la alcaldía del Ayuntamiento de Gijón en las elecciones municipales del 28 de mayo de 2023. Así mismo, fue incluida tercera en la lista electoral de la candidata de Vox Carolina López de cara a las elecciones autonómicas del mismo día. En dichos comicios Álvarez Rouco es elegida concejal en el Ayuntamiento de Gijón en la Corporación 2023-2027 y diputada de la Junta General en la XII Legislatura.
Tras elaborar un pacto con Foro Asturias, Vox accede al gobierno de Gijón a cambio de apoyar la investidura de Carmen Moriyón. Mediante dicho pacto Álvarez Rouco se encargó de la concejalía de Festejos.El 4 de octubre de 2023 Álvarez Rouco publica los planes de su concejalía respecto al Festival Internacional de Cine de Gijón.Entre sus medidas, estaba la creación de un premio que lauree los valores «que estima Vox».Esa misma tarde la alcaldesa Moriyón anuncia el cese de Sara Álvarez Rouco como concejala de gobierno, pasando ésta a la oposición. Su entonces compañero de grupo, Oliver Suárez, abandonó Vox y se integró en el gobierno de Moriyón en calidad de independiente.